# تغر
تغر (به ارمنی: Տեղեր) (به معنی: دارو)، یک روستا در ارمنستان است که در استان آراگاتسوتن واقع شده‌است. تغر در  کیلومتری شمال آشتاراک، مرکز استان آراگاتسوتن واقع شده است.

## خصوصیات
تغر ۹۰ نفر جمعیت دارد و ۱٬۷۱۰ متر بالاتر از سطح دریا واقع شده‌است.  در  کیلومتری شمال آشتاراک، مرکز استان آراگاتسوتن واقع شده است.

## نگارخانه

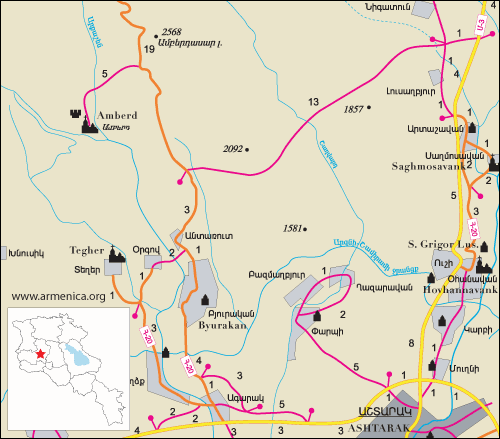
Road map of Tegher and the surrounding region.
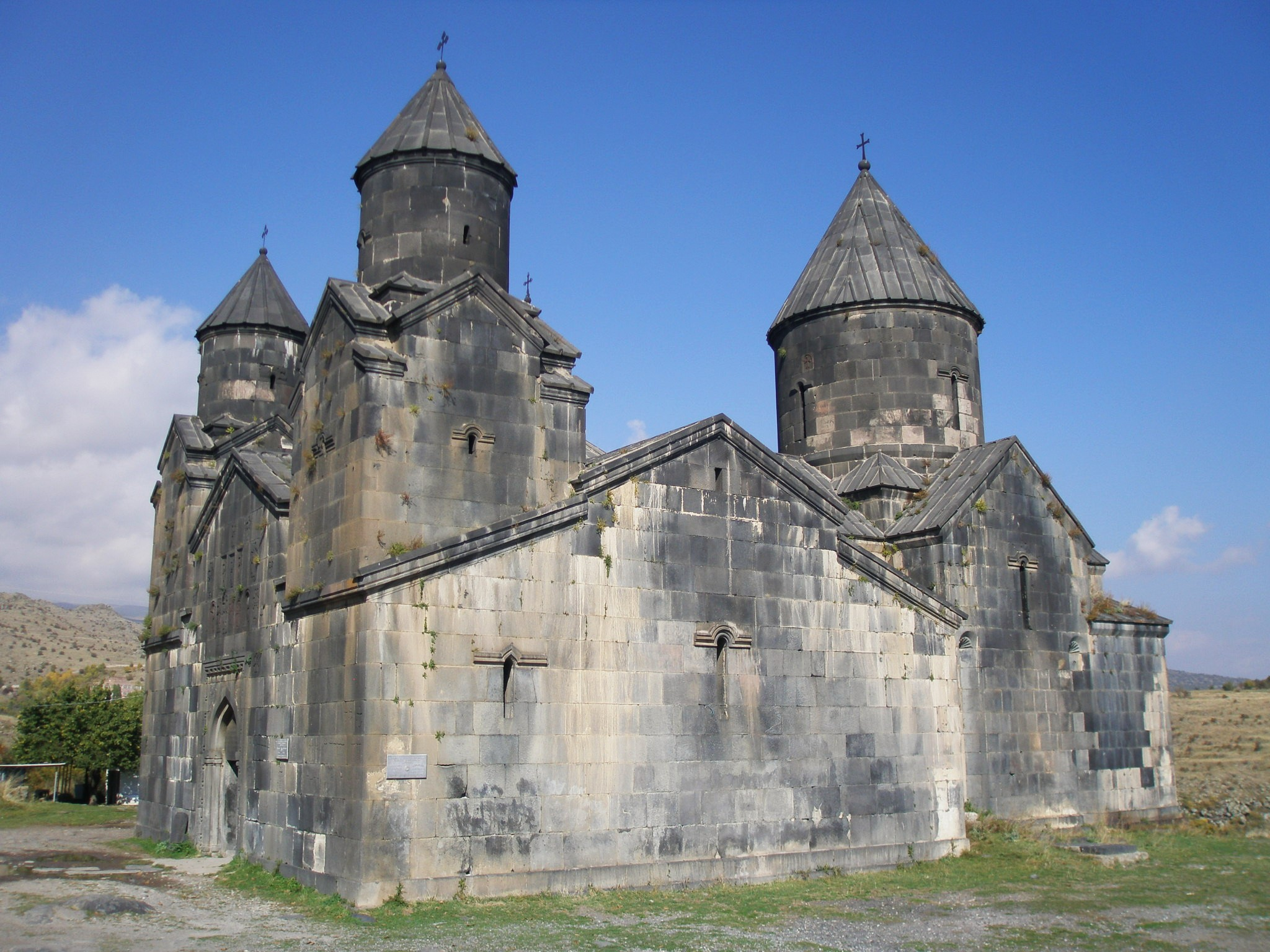
Tegher Monastery
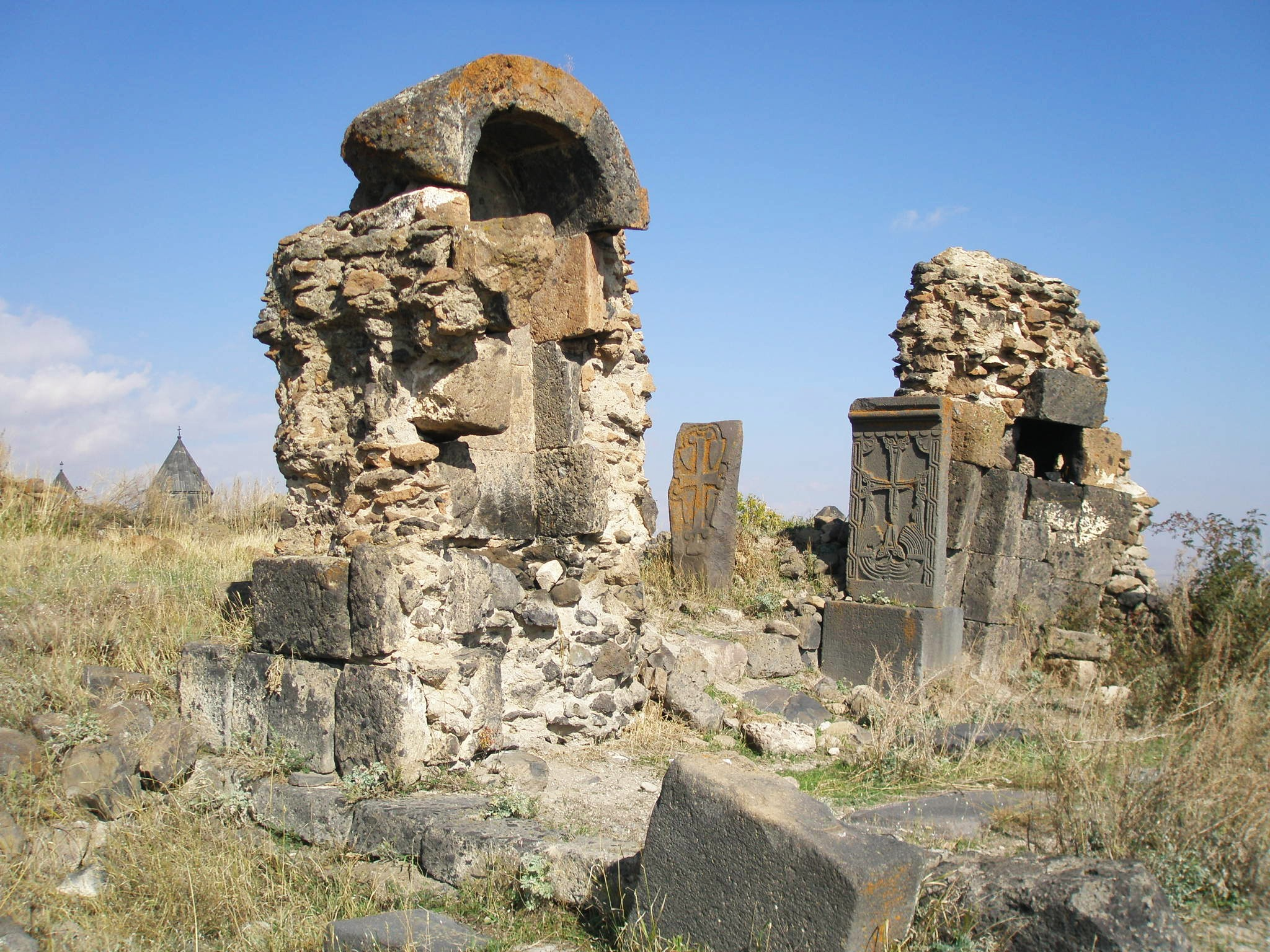
5th century Tukh Manuk Chapel ruins near the monastic complex.
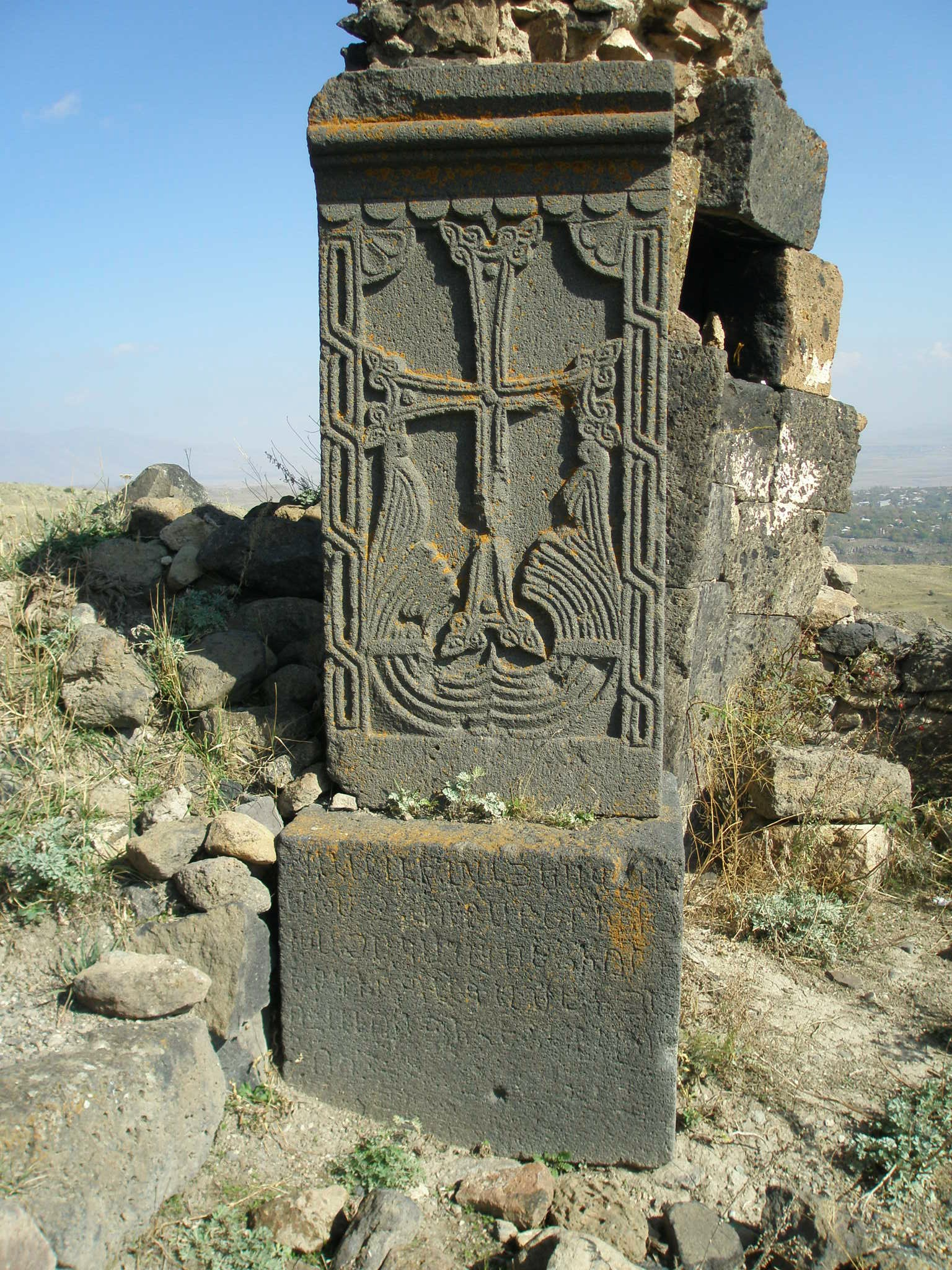
Khachkar at the chapel.